# جنگ نیابتی ایران و اسرائیل
جنگ نیابتی ایران و اسرائیل که با عنوان جنگ سرد ایران و اسرائیل نیز شناخته می‌شود، به درگیری غیرمستقیم جاری میان ایران و اسرائیل از راه‌های مختلف گفته می‌شود. این درگیری‌ها شامل تهدیدهای مسئولان جمهوری اسلامی علیه اسرائیل است که هدف نهایی آن در انحلال اسرائیل خلاصه می‌شود. اسرائیل، نگران برنامه هسته‌ای ایران است و تلاش می‌کند تا متحدان و نمایندگان نیابتی جمهوری اسلامی مانند حزب‌الله لبنان را تضعیف کند.
این درگیری به تدریج از موضع خصمانه جمهوری اسلامی در قبال اسرائیل پس از انقلاب ۱۳۵۷، به حمایت پنهانی جمهوری اسلامی از حزب‌الله در جریان درگیری‌های جنوب لبنان (۲۰۰۰–۱۹۸۵) و در سال ۲۰۰۵ به یک درگیری منطقه ای نیابتی تبدیل شد. در سال ۲۰۰۶، جمهوری اسلامی به‌طور فعال در حمایت از حزب‌الله در طول جنگ اسرائیل و لبنان مشارکت داشت و به موازات آن حمایت از حماس و جهاد اسلامی فلسطین را آغاز کرد.
از طرف دیگر، اسرائیل با استفاده از چندین شبه نظامی در داخل ایران، یک کمپین برای آسیب رساندن به برنامه هسته‌ای ایران آغاز کرد. با شروع جنگ داخلی سوریه، درگیری‌ها بالا گرفت و تا سال ۲۰۱۸ به جنگ مستقیم جمهوری اسلامی و اسرائیل تبدیل شد. هسته اصلی درگیری شامل حمایت جمهوری اسلامی از گروه‌های مخالف اسرائیل، برنامه هسته‌ای ایران و روابط اسرائیل با دیگر رقبای جمهوری اسلامی مانند عربستان سعودی و ایالات متحده است. درگیری هر دو کشور در جنگ داخلی سوریه امکانات و موقعیت‌های دیگری جهت درگیری مستقیم بین دو کشور ایجاد کرد.
جمهوری اسلامی حمایت قابل توجهی از حزب‌الله، حماس، و جنبش جهاد اسلامی فلسطین می‌کند، در حالی که اسرائیل از سازمان مجاهدین خلق ایران حمایت می‌کند و به‌طور مستقیم ترور و حمله به اهداف مرتبط با جمهوری اسلامی انجام داده است. اسرائیل همچنین حملات سایبری علیه ایران را انجام داده و علناً از اقدام نظامی بین‌المللی علیه جمهوری اسلامی دفاع می‌کند.
اسرائیل، جمهوری اسلامی را به تلاش برای ایجاد یک مسیر حمل و نقل زمینی مستقیم از عراق و سوریه به لبنان متهم کرده است، که اسرائیل آن را یک تهدید مهم استراتژیک می‌داند. جمهوری اسلامی نیز اسرائیل را «رژیم صهیونیستی» غیرقانونی می‌داند و رهبران اسرائیل را به همکاری با آمریکا جهت نابودی مسلمانان متهم می‌کند.
برخی تحلیلگران جنگ اسرائیل و لبنان، جنگ اسرائیل و غزه، پروژه‌های جنگ سایبری مانند ساخت بدافزارهای استاکس‌نت و شامون، بمب‌گذاری‌های جمهوری اسلامی علیه دیپلمات‌های اسرائیلی در کشورهای ثالث و جنگ داخلی سوریه را در چارچوب این جنگ نیابتی تفسیر می‌کنند.
تحلیلگران معتقدند در این جنگ نیابتی اسرائیل از حمایت ایالات متحده آمریکا برخوردار است.
به گفتهٔ مقامات اسرائیل، جمهوری اسلامی در نزدیکی در جنوب دمشق و در ۵۰ کیلومتری مرز اسرائیل پایگاه نظامی مجهزی دارد. همچنین برخی مقامات آمریکایی نیز می‌گویند جمهوری اسلامی ۱۰ پایگاه نظامی در سوریه دارد که شبه‌نظامیان وفادار به دولت بشار اسد را برای جنگ احتمالی با اسرائیل تعلیم می‌دهد که دو عدد از این تأسیسات کلیدی در نزدیکی مرز اسرائیل قرار دارد. بنا به گزارش نیویورک تایمز، نزدیک به ۲۰ هزار رزمنده از گروه‌های مختلف شبه‌نظامی در سراسر سوریه از سوی کارکنان نظامی جمهوری اسلامی آموزش دیده‌اند.
در تاریخ ۷ اکتبر ۲۰۲۳، حماس، یکی از گروه‌های نیابتی ایران، اسرائیل را حمله کرد و به خاک آن تهاجم کرد تا به اهداف نظامی و غیرنظامی آسیب برساند. این حمله به جنگی منطقه‌ای منجر شد که سایر گروه‌های نیابتی ایران - حزب‌الله در لبنان، حوثی‌ها در یمن و همچنین مقاومت اسلامی در عراق - در آن شرکت کردند. درگیری عمیق ایران در استفاده از گروه‌های نیابتی مختلف و همچنین آسیب‌های قابل توجه اسرائیل به گروه‌های نیابتی در نهایت به درگیری مستقیم بین ایران و اسرائیل منجر شد. بر اساس تحلیل‌های تحلیلگران، درگیری مستقیم بین ایران و اسرائیل، به ویژه حمله اسرائیل به خاک ایران، نشان می‌دهد که استراتژی امنیتی که ایران در طول دهه‌ها بر اساس نیروهای نیابتی برای دور نگه داشتن درگیری‌ها از مرزهای خود ساخته بود، فرو ریخته است.

## زمینه

نظر روح‌الله خمینی در مورد محو اسراییل

روح‌الله خمینی قبل از رسیدن به مقام رهبری از اسرائیل انتقاد می‌کرد. وی با انتقاد از روابط خاندان پهلوی با اسرائیل، اسرائیل را به عنوان حامی دودمان پهلوی در نظر گرفت. به دنبال انقلاب ۵۷ ایران، دولت جدید خمینی سیاست خصومت با اسرائیل را در پیش گرفت. ایران به رسمیت شناختن اسرائیل به عنوان یک کشور را پس گرفت و تمام روابط دیپلماتیک، تجاری و سایر روابط را قطع کرد، رهبران جمهوری دولت اسرائیل را به اسم «رژیم صهیونیستی» و اسرائیل به عنوان «فلسطین اشغالی» توصیف می‌کنند. روح‌الله خمینی در ۱۷ شهریور سال ۱۳۶۱ اظهار داشت که: «اسرائیل باید از صفحه روزگار محو شود.»
روز قدس، یک مراسم در ایران است که از یک‌سال پس از انقلاب ایران، در آخرین جمعه ماه رمضان و در حمایت از فلسطینی‌ها برگزار می‌شود.
حمله ۱۹۸۲ اسرائیل به لبنان منجر به خروج سازمان آزادی‌بخش فلسطین (به اختصار ساف یا PLO) از لبنان شد. در دهه ۱۹۷۰ سرزمین جلیل از سوی سازمان آزادی‌بخش فلسطین (صدها نفر از تلفات غیرنظامیان اسرائیلی) مورد حملات خشونت بار حزب‌الله قرار گرفت در نتیجه اسرائیل مجبور به ایجاد یک منطقه امنیتی در جنوب لبنان به نفع متحدان اسرائیلی در لبنان و جمعیت غیرنظامی اسرائیل شد.
علی‌رغم این موفقیت اسرائیل در ریشه کن کردن پایگاه‌های سازمان آزادی‌بخش فلسطین و عقب‌نشینی جزئی در سال ۱۹۸۵، در واقع حمله اسرائیل شدت درگیری با شبه نظامیان محلی لبنان را افزایش داد و منجر به تحکیم چندین جنبش محلی شیعه مسلمان در لبنان شد، از جمله حزب‌الله و جنبش امل (یک جنبش چریکی که قبلاً غیر سازمان یافته در جنوب لبنان بود). با گذشت سال‌ها، تلفات نظامی هر دو طرف بیشتر شد، زیرا هر دو طرف از سلاح‌های مدرن تری استفاده می‌کردند و حزب‌الله در تاکتیک‌های خود پیشرفت می‌کرد.
جمهوری اسلامی ایران در حالی که حزب‌الله را ترغیب به اقدامی علیه اسرائیل می‌کرد، مقدار قابل توجهی از کمک‌های مالی، آموزشی، تسلیحاتی، مواد منفجره، سیاسی، دیپلماتیک و سازمانی را برای سازمان حزب‌الله تأمین می‌کرد. حزب‌الله در سال ۱۹۸۵ طی بیانیه ای چهار هدف اصلی خود را «خروج نهایی اسرائیل از لبنان به عنوان مقدمه ای برای نابودی نهایی آن» ذکر کرد. براساس گزارش‌های منتشر شده در فوریه ۲۰۱۰، حزب‌الله ۴۰۰ میلیون دلار از ایران دریافت کرد. در اوایل دهه ۱۹۹۰، حزب‌الله با حمایت سوریه و ایران به عنوان گروه پیشرو و با قدرت نظامی ظاهر شد و مدیریت فعالیت‌های چریکی در جنوب لبنان را در انحصار خود داشت.
در ژانویه ۲۰۱۴، بنیامین نتانیاهو، نخست‌وزیر اسرائیل هشدار داد که برنامه هسته‌ای ایران در نتیجه توافق موقت خود با جامعه بین‌المللی (برجام) فقط شش هفته عقب می‌افتد. مدتی بعد، اسرائیل و کشورهای عربی خلیج فارس به رهبری عربستان سعودی از احتمال توافق هسته ای در ژنو که می‌تواند برنامه اتمی تهران را مهار کند اما عناصر اصلی مانند غنی‌سازی اورانیوم را دست نخورده باقی بگذارد، ابراز نگرانی کردند. در ژوئن ۲۰۱۷، وزیر دفاع سابق اسرائیل، موشه یعلون اظهار که «ما و اعراب، همان اعرابی که در ائتلاف در جنگ شش روزه تلاش کردیم تا دولت یهود را نابود کنیم، امروز خود را در همان قایق می‌بینیم… کشورهای عرب سنی، به غیر از قطر، عمدتاً با ما در یک قایق هستند، زیرا همه ما ایران هسته ای را به عنوان تهدید شماره یک علیه خودمان می‌بینیم.».

## اتفاقات

### دهه ۲۰۰۰
با انتخاب محمود احمدی‌نژاد در سال ۲۰۰۵، روابط ایران و اسرائیل به‌طور فزاینده ای متشنج شد در نتیجه این دو کشورها درگیر یک سری درگیری‌های نیابتی و عملیات پنهانی علیه یکدیگر شدند.

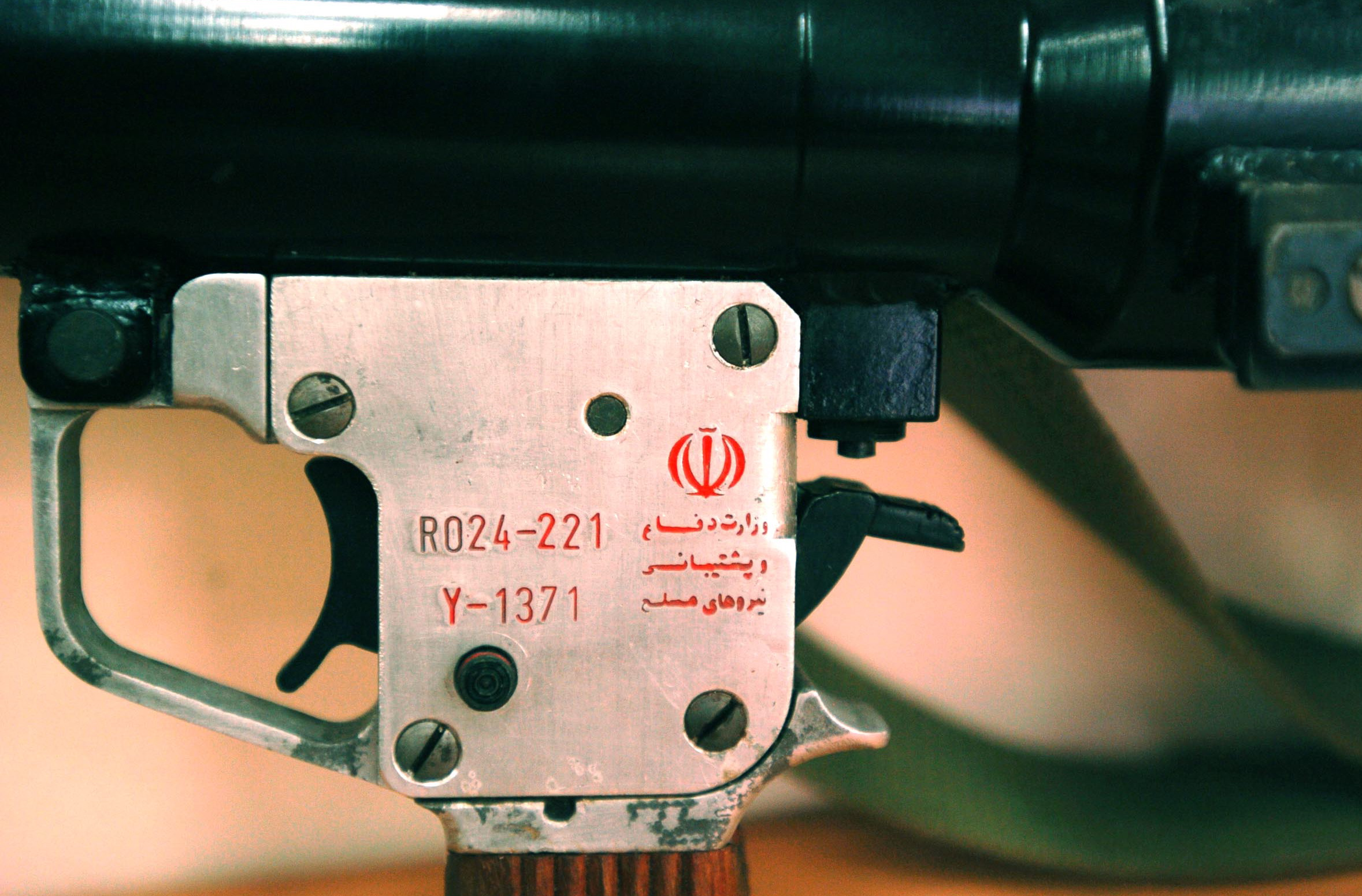
یک موشک RPG با لوگوی جمهوری اسلامی توسط اسرائیل انتشار یافت و گفت که این موشک در طول جنگ اسرائیل و لبنان (۲۰۰۶) پیدا شده است.

در طی جنگ ۲۰۰۶ اسرائیل و لبنان، اعتقاد بر این است که سپاه پاسداران انقلاب اسلامی مستقیماً به مبارزان حزب‌الله در حملات به اسرائیل کمک کرده‌اند. چندین منبع اظهار داشتند که صدها نفر از نیروهای سپاه پاسداران در شلیک موشک به اسرائیل در طول جنگ شرکت کرد و موشکهای دوربرد حزب‌الله را تأمین کرد. گفته می‌شود که عوامل سپاه پاسداران در طول جنگ علناً در مواضع حزب‌الله فعالیت می‌کردند. به‌علاوه، ادعا می‌شد که عوامل سپاه پاسداران با موشک ضد کشتی C-802 بر حمله حزب‌الله به کشتی آی‌ان‌اس هانیت نظارت داشته‌اند. در این حمله کشتی جنگی به شدت آسیب دید و چهار خدمه کشته شدند. گفته می‌شود که بین شش تا نه نفر از نیروهای سپاه پاسداران در طول جنگ توسط ارتش اسرائیل کشته شده‌اند. طبق گزارش رسانه‌های اسرائیلی، اجساد آنها به سوریه منتقل شده و از آنجا به تهران منتقل شده‌اند. در ۶ سپتامبر ۲۰۰۷، نیروی هوایی اسرائیل طی عملیات باغ میوه، یک رآکتور هسته ای مشکوک در سوریه را منهدم کرد و ده نفر از کره شمالی کشته شدند.
در طی جنگ غزه (۲۰۰۸–۲۰۰۹) و بلافاصله پس از آن، گفته شد که نیروی هوایی اسرائیل، با کمک کماندوهای اسرائیلی، سه حمله هوایی علیه سلاح‌های ایرانی را که از طریق سودان به حماس قاچاق می‌شده، انجام داده است، ایران تلاش گسترده‌ای جهت تأمین سلاح و مهمات برای حماس آغاز کرد. اسرائیل اشاره کرد که پشت این حملات است. دو کاروان کامیون منهدم شد و یک کشتی مملو از اسلحه در دریای سرخ غرق شد.
در ۴ نوامبر ۲۰۰۹، اسرائیل یک کشتی در دریای مدیترانه شرقی و محموله صدها تن اسلحه را که ظاهراً از ایران به حزب‌الله در حال انتقال بود، توقیف کرد. این توقیف کشتی به ماجرای فرنکاپ معروف است.

### ۲۰۱۰
در سال ۲۰۱۰، موجی از ترورها با هدف قرار دادن دانشمندان هسته ای ایران آغاز شد. به اعتقاد گسترده رسانه‌ها، این ترورها توسط موساد سرویس اطلاعاتی خارجه اسرائیل انجام شد. به گفته ایران و منابع رسانه‌های جهانی، روش‌های استفاده شده برای کشتن دانشمندان یادآور روشی است که موساد قبلاً اهداف را ترور کرده بود. گفته می‌شود که این ترورها تلاشی برای متوقف کردن برنامه هسته‌ای ایران یا اطمینان از عدم بهبود آن پس از حمله به تأسیسات هسته ای ایران بوده است. در اولین حمله، مسعود علی‌محمدی فیزیکدان ذرات در ۱۲ ژانویه ۲۰۱۰ در اثر انفجار بمب یک موتورسیکلت که به فاصله یک متری از در ورودی منزل علی‌محمدی به یک درخت بسته شده بود، کشته شد. در ۱۲ اکتبر ۲۰۱۰، یک انفجار در یک پایگاه نظامی سپاه پاسداران انقلاب اسلامی در نزدیکی شهر خرم‌آباد رخ داد و منجر به کشته شدن ۱۸ سرباز شد. در تاریخ ۲۹ نوامبر ۲۰۱۰، دو دانشمند ارشد هسته ای ایران، مجید شهریاری و فریدون عباسی، توسط موتورسیکلت‌هایی مورد هدف حمله قرار گرفتند. عوامل بمب را به اتومبیل آنان متصل نمود و خودرو را از دور منفجر کرد. شهریاری کشته شد ولی که عباسی به شدت زخمی شد. در ۲۳ ژوئیه ۲۰۱۱، داریوش رضایی نژاد در شرق تهران به ضرب گلوله کشته شد. در ۱۱ ژانویه ۲۰۱۲، مصطفی احمدی روشن و راننده وی توسط بمبی که از موتور سیکلت به ماشین آنها متصل شده بود، کشته شدند.
در ژوئن ۲۰۱۰ استاکس‌نت، یک کرم رایانه‌ای پیشرفته کشف شد. اعتقاد رسانه‌ها بر این است که این بدافزار توسط آمریکا و اسرائیل برای حمله به تأسیسات هسته ای ایران ساخته شده است. در یک مطالعه انجام شده توسط مؤسسه علوم و امنیت بین‌المللی تخمین زده شد که استاکس نت ممکن است به ۱۰۰۰ سانتریفوژ (۱۰٪ از کل نصب شده) در کارخانه غنی سازی نطنز آسیب رسانده باشد. گزارش شده است که سایر ویروسهای رایانه ای و بدافزارها از جمله Duqu و بدافزار شعله مربوط به استاکس‌نت بوده‌اند. ایران ادعا می‌کند که دشمنانش مرتباً «فروش تجهیزات معیوب» و «حملات ویروس‌های رایانه ای» جهت خرابکاری در برنامه هسته ای ایران انجام می‌دهند.

### ۲۰۱۱
در ۱۵ مارس ۲۰۱۱، اسرائیل یک کشتی از سوریه را توقیف کرد که سلاح‌های ایرانی را به غزه می‌آورد. علاوه بر این، موساد همچنین مظنون بود که مسئول انفجار تأسیسات هسته ای در اصفهان است. ایران وقوع هرگونه انفجاری را انکار کرد، اما روزنامه تایمز گزارش خسارت به نیروگاه هسته ای را بر اساس تصاویر ماهواره ای منتشر کرد و به نقل از منابع اطلاعاتی اسرائیل گفت که این انفجار واقعاً یک سایت هسته ای را هدف قرار داده و «تصادفی نبود». ساعاتی پس از وقوع انفجار، حزب‌الله دو موشک به سمت شمال اسرائیل شلیک کرد. ارتش اسرائیل با شلیک چهار گلوله توپ به منطقه ای که از آنجا پرتاب شد واکنش نشان داد. حدس زده می‌شود که این حمله به دستور ایران و سوریه به عنوان هشدار به اسرائیل صورت گرفته است. گزارش شد که حمله اسرائیل منجر به کشته شدن ۷ نفر از جمله اتباع خارجی شده است. ۱۲ نفر دیگر زخمی شدند که ۷ نفر آنان بعداً در بیمارستان درگذشت.
موساد مظنون به این بود که پشت انفجار در پایگاه موشکی سپاه پاسداران در نوامبر ۲۰۱۱ باشد. در این انفجار ۱۷ نفر از نیروهای سپاه پاسداران کشته شدند، از جمله حسن تهرانی مقدم که به گفته رسانه‌های داخل ایران یکی از شخصیت‌های اصلی برنامه موشکی ایران است. روزنامه‌نگار اسرائیلی به اسم «رون بن یشایی» نوشت که احتمالاً چندین کارشناس موشکی درجه یک ایران قبلاً در چندین انفجار در مکان‌های مختلف کشته شده‌اند.
گفته می‌شود که در واکنش به این عملیات مخفی اسرائیل، مأموران ایرانی تلاش کردند تا چند اهداف اسرائیلی و یهودی را مورد هدف قرار دهند. این اهداف در حالت آماده باش بالایی قرار گرفتند. یورام کوهن، رئیس شاباک، ادعا کرد که سه حمله برنامه‌ریزی شده ایران در ترکیه، آذربایجان و تایلند در آخرین لحظه خنثی شد.در ۱۱ اکتبر ۲۰۱۱، ایالات متحده ادعا کرد که توطئه ایران شامل بمب‌گذاری در سفارت‌های اسرائیل و عربستان سعودی در واشینگتن، دی.سی. و بوئنوس آیرس را خنثی کرده است.

### ۲۰۱۲
در ۱۳ فوریه ۲۰۱۲، کارکنان سفارت اسرائیل در گرجستان و هند مورد هدف قرار گرفتند. در گرجستان، یک خودرو انفجاری در نزدیکی سفارت منفجر نشد و توسط پلیس گرجستان ایمن منفجر شد. در هند، بمب خودرو منفجر شد و چهار نفر زخمی شدند. در میان زخمی‌ها همسر یکی از کارمندان وزارت دفاع اسرائیل بود. اسرائیل ایران را به داشتن پشت حملات متهم کرد. روز بعد، سه عامل ایرانی در بانکوک، تایلند دستگیر شدند، تصور می‌شود که آنان قصد داشتند مقامات دیپلماتیک اسرائیل، از جمله سفیر اسرائیل را با اتصال بمب به اتومبیل‌های سفارت، ترور کنند. با ترکیدن یکی از بمب‌ها محل اقامت آنان کشف شد. پلیس پاسخ داد و تروریست ایرانی حاضر در خانه یک نارنجک به سمت مأموران انداخت، ولی نارنجک برگشت و پاهای او را قطع کرد و بازداشت شد. مظنون دوم هنگام تلاش برای پرواز به خارج از کشور دستگیر شد و متهم سوم به مالزی فرار کرد و در آنجا توسط پلیس سلطنتی مالزی دستگیر شد. پلیس تایلند دو نفر را به ظن مشارکت دستگیر کرد. این سه تروریست ایرانی در جریان مبادله کایلی مور گیلبرت به ایران بازگردانده شدند. رسانه‌های ایران این سه نفر را تاجر معرفی کردند ولی از گفتن هویت آنان خودداری کردند. در تصاویر استقبال در فرودگاه تهران یکی از افراد بر روی ویلچر نشسته بود.
پلیس هند یک روزنامه‌نگار مستقر در دهلی را در ارتباط با بمب‌گذاری خودرو در فوریه دستگیر کرد که منجر به زخمی شدن چهار اسرائیلی از جمله همسر یک دیپلمات اسرائیلی شد. سید محمد کاظمی روزنامه‌نگار در ۶ مارس ۲۰۱۲ دستگیر شد، گفته می‌شود که وی با یک پلیس در تماس بوده است که ممکن است بمب مغناطیسی را به ماشین دیپلمات چسبانده باشد. گفته می‌شود کاظمی یک شهروند هند بود که در یک نشریه ایرانی کار می‌کرد.
در اواخر فوریه ۲۰۱۲، ویکی لیکس ایمیل‌های محرمانه ای را از استراتفور، یک شرکت اطلاعات خصوصی مستقر در ایالات متحده منتشر کرد که توسط گروه هکری انانیموس به سرقت رفته بود. از جمله اطلاعات منتشر شده این ادعا بود که کماندوهای اسرائیلی با همکاری جنگنده‌های کرد چندین تأسیسات زیرزمینی ایران را که برای پروژه‌های تحقیقاتی هسته ای و دفاعی مورد استفاده قرار می‌گرفت، نابود کردند.
در ۱۸ ژوئیه ۲۰۱۲، یک اتوبوس حامل گردشگران اسرائیلی در بلغارستان در طی یک حمله بمب‌گذاری منجر به کشته شدن پنج گردشگر اسرائیلی و راننده و زخمی شدن ۳۲ نفر شد. نخست‌وزیر اسرائیل بنیامین نتانیاهو، ایران و حزب‌الله لبنان را مسئول این حمله دانست. در ژوئیه ۲۰۱۲، یک مقام ارشد دفاعی اسرائیل اظهار کرد که از ماه مه ۲۰۱۱، بیش از ۲۰ حمله تروریستی که توسط ایرانیان یا همکاری حزب‌الله لبنان علیه اهداف اسرائیلی در سراسر جهان برنامه‌ریزی شده بود، از جمله در آفریقای جنوبی، جمهوری آذربایجان، کنیا، ترکیه، تایلند، قبرس، بلغارستان، نپال، نیجریه و پرو، خنثی شده و عوامل ایرانی و حزب‌الله در سراسر جهان زندانی شده‌اند.
در ۶ اکتبر ۲۰۱۲، هواپیماهای اسرائیلی یک هواپیمای پهپاد کوچک را هنگام پرواز بر فراز شمال صحرای نگب سرنگون کردند. حزب‌الله لبنان تأیید کرد که این هواپیمای بدون سرنشین را ارسال کرده و حسن نصرالله در یک سخنرانی تلویزیونی گفت که قطعات هواپیمای بدون سرنشین در ایران ساخته شده است.
در ۲۴ اکتبر ۲۰۱۲، سودان ادعا کرد که اسرائیل یک کارخانه مهمات سازی را بمب‌گذاری کرده است، گفته می‌شود این کارخانه متعلق به سپاه پاسداران در جنوب خارطوم است.
در نوامبر ۲۰۱۲، اسرائیل گزارش داد که یک کشتی ایرانی در حال بارگیری موشک جهت صادرات به کشورهایی است که در محدوده اسرائیل قرار دارند و اسرائیل «حمل و نقل اسلحه را از بین خواهد برد».

### ۲۰۱۳
در ژانویه ۲۰۱۳ شایعاتی مبنی بر انفجار تأسیسات هسته‌ای فردو، یک کارخانه غنی سازی سوخت هسته ای منتشر شد. آژانس بین‌المللی انرژی هسته ای به این نتیجه رسید که چنین حادثه ای رخ نداده است.
در ۲۵ آوریل ۲۰۱۳، هواپیماهای اسرائیلی یک هواپیمای بدون سرنشین را در سواحل حیفا که ظاهراً متعلق به حزب‌الله لبنان بود، سرنگون کردند.
در ۷ مه ۲۰۱۳، ساکنان تهران گزارش دادند که سه انفجار را در منطقه ای که ایران تحقیقات موشکی و انبارهای خود را در آن نگهداری می‌کند، شنیدند. بعداً، یک وب سایت ایرانی ادعا کرد که این انفجارها در یک کارخانه خصوصی تولید مواد شیمیایی رخ داده است.
در ۱۰ دسامبر، حماس اعلام کرد که پس از قطع مختصر درگیری‌های سوریه، روابط خود را با ایران از سر گرفته‌اند.

### ۲۰۱۴
دادگاهی در اورشلیم یک مرد اسرائیلی، ییتزاک برگل را به اتهام پیشنهاد جاسوسی برای ایران به چهار سال و نیم حبس محکوم کرد. او عضور یک فرقه یهودی ارتدکس و ضد صهیونیستی به اسم ناتوری کارتا بود که به شدت با دولت اسرائیل مخالف است.
در ۵ مارس ۲۰۱۴، نیروی دریایی اسرائیل کشتی باری Klos-C را رهگیری کرد. اسرائیل اظهار داشت که ایران از این کشتی برای قاچاق ده‌ها موشک دوربرد به غزه از جمله موشک‌های ساخت M-302 ساخت سوریه استفاده می‌کند. این عملیات با نام «افشای کامل» توسط نیروهای ویژه شایتت ۱۳ در دریای سرخ، ۱۵۰۰ کیلومتری اسرائیل و ۱۶۰ کیلومتری بندر سودان انجام شد.
رسانه‌های دولتی ایران گزارش دادند که در ۲۴ اوت ۲۰۱۴، سپاه پاسداران یک پهپاد اسرائیلی را در نزدیکی کارخانه غنی سازی سوخت نطنز سرنگون کرده است. ارتش اسرائیل در مورد این گزارش توضیحی نداد.
در انفجاری که در یک کارخانه تولید مواد منفجره نظامی در جنوب شرقی تهران، نزدیک رآکتور هسته ای مشکوک در پارچین رخ داد، دو کارگر کشته شدند. به نظر می‌رسید این انفجار پاسخی به ایران است، حزب‌الله یک وسیله منفجره در مرز بین لبنان و مناطق تحت کنترل اسرائیل در کشتزارهای شبعا قرار داد و دو سرباز اسرائیلی را زخمی کرد. اسرائیل با شلیک توپخانه به سمت دو موضع حزب‌الله در جنوب لبنان پاسخ داد.

### ۲۰۱۹
در ۲۲ اسفند ۱۳۹۹ (مارس ۲۰۲۱)، روزنامه وال استریت جورنال به نقل از مقام‌های آمریکایی گزارش داد که اسرائیل در اواخر سال ۲۰۱۹، دست‌کم به ۱۲ کشتی که بیشتر آن‌ها حامل نفت ایران به سوریه بودند، حمله کرده است. این حملات در دریای سرخ و در نقاط دیگر روی داده‌اند و تعدادی از آنان که مورد حمله قرار گرفتند، حامل تسلیحات ایرانی بودند. بر اساس این گزارش هیچ کشتی غرق نشد و فقط ۲ کشتی مجبور به بازگشت به ایران شدند. اسرائیل تلاش کرده بود که تجارت نفت ایران را متوقف کند، چون از نظر آنان، جمهوری اسلامی با درآمد این نفت‌ها، برای گروه‌های افراطی در منطقه هزینه می‌کند.
ایران برای بشار اسد، رئیس‌جمهوری سوریه، در کنار تحریم‌های بین‌المللی به سوریه سلاح، بنزین، نفت و… صادر می‌کند.

### جنگ سایبری و خرابکاری ۲۰۲۰
گفته می‌شود که در تاریخ ۹ مه سال ۲۰۲۰، اسرائیل پشت حمله سایبری بود که بندر شهید رجایی در تنگه هرمز را مختل کرد و باعث ایجاد ترافیک در کامیون‌های تحویل و تأخیر در حمل و نقل شد. گفته می‌شود این حمله پاسخی به حمله سایبری ناموفق ایران به تأسیسات آب اسرائیل در منطقه مرکزی شارون در ماه آوریل بود.
در ماه ژوئن و ژوئیه، یک سری انفجارها برنامه‌های هسته ای و موشکی ایران و زیرساخت‌های مختلف دیگر را هدف قرار داد. در ۲۶ ژوئن در مجتمع نظامی پارچین نزدیک تهران، کلینیک سینا در شمال تهران در ۳۰ ژوئن منفجر شد و خساراتی نیز گزارش شد،تأسیسات هسته ای نطنز در ۲ ژوئیه، نیروگاه شهید مدحاج (زرگان) در اهواز و مرکز پتروشیمی کارون در شهر ماهشهر در ۴ ژوئیه. اعتقاد رسانه‌ها بر این است که اسرائیل در این ماجرا دست داشته است، به گفته مقامات اطلاعاتی و خسارت فقط در کارخانه سانتریفیوژ در نطنز می‌تواند برنامه سلاح‌های هسته ای ایران را یکی دو سال به تأخیر بیندازد. در تاریخ ۶ ژوئیه، انفجار دیگری در کارخانه سپاهان بورش در شهر باقرشهر رخ داد. در تاریخ ۹ ژوئیه، انفجارهایی در انبار موشکی متعلق به سپاه پاسداران ایران در غرب تهران گزارش شد. در تاریخ ۱۱ ژوئیه، انفجاری در زیرزمین یک خانه قدیمی دو طبقه حاوی سیلندرهای گاز در شمال تهران رخ داد. در تاریخ ۱۲ ژوئیه، آتش‌سوزی در شرکت پتروشیمی شهید تندگویان در جنوب غربی ایران رخ داد. در ۱۳ ژوئیه، یک انفجار در یک کارخانه میعانات گازی منطقه صنعتی کاویان فریمان در استان خراسان رضوی رخ داد. در تاریخ ۱۵ ژوئیه، آتش‌سوزی بزرگی در یک کارخانه کشتی سازی در شهر بوشهر رخ داد و آتش به ۷ قایق چوبی گسترش یافت. در تاریخ ۱۸ ژوئیه، یک خط لوله انتقال نفت در منطقه اهواز در جنوب ایران منفجر شد. در تاریخ ۱۹ ژوئیه، یک انفجار دیگر در یک ایستگاه برق در اصفهان رخ داد. در اواخر روز، یک آتش‌سوزی بزرگ در یک کارخانه تولید سلفون یا نخ در نزدیکی شهر تبریز در شمال غربی ایران ثبت شد.
محسن فخری زاده، رئیس برنامه سلاح‌های هسته ای ایران و از دانشمندان رتبه بالا برنامه هسته ای، در ۲۷ نوامبر سال ۲۰۲۰ در منطقه آبسرد ترور شد.

### ۲۰۲۱
در ۳۱ ژانویه ۲۰۲۱، یک انفجار کوچک در نزدیکی سفارت اسرائیل در دهلی‌نو روی داد ولی در این حادثه کسی آسیب ندید. رسانه‌های هند گزارش دادند که یک گروه به نام «جیش الهند» مسئولیت انفجار در نزدیکی سفارت اسرائیل در دهلی نو به عهده گرفته است. این بمب دست‌ساز بوده و پلیس هند در مکان حادثه نامه ای پیدا کرد که در آن تهدید می‌کند انتقام قاسم سلیمانی، ابومهدی المهندس و محسن فخری‌زاده گرفته خواهد شد. در ادامه نامه آمده: «این فقط یک نمایش کوچک بود. ما می‌توانیم شما را در هنگام غذا خوردن تا کارهای دیگر رصد کنیم. توجه داشته باشید، بازی برای اسرائیل» به پایان رسیده و تهدید کرده که اسرائیل آماده انتقام «قهرمانان ما» باشد.
بعد از این حادثه، رسانه‌های اسرائیل گزارش دادندند که «توطئه جدید» ایران برای حمله به اماکن دیپلماتیک در شرق آفریقا، در ژانویه ۲۰۲۱ کشف و خنثی شده است. رسانه‌های اسرائیل گفتند که جمهوری اسلامی در حال شناسایی اهداف اسرائیلی، آمریکایی و اماراتی در این کشور و حمله به آنها بوده است. شبکه کان ۱۱ اسرائیل در گزارشی پیرامون این ماجرا از دستگیری عوامل وابسته به نهادهای امنیتی جمهوری اسلامی در چند کشور در ارتباط با این «توطئه» خبر داد و گف این افراد در کشورهای اروپای شرقی ساکن بوده و ایرانی بوده‌اند. این شبکه گفت که این حملات قرار بوده که در واکنش به ترور محسن فخری‌زاده و انفجار نطنز صورت گیرد.
در اسفند ۱۳۹۹، روزنامه هندوستان تایمز، گزارش داد که این حمله کار یک گروه تروریستی تحت حمایت نیروی قدس سپاه پاسداران بوده و عوامل این حمله، شواهد را طوری طراحی کرده بودند که این حمله از طرف گروه داعش به نظر برسد ولی مقام‌های هندی اطمینان یافته‌اند که یک گروه شیعه تحت حمایت سپاه که «جیش‌الهند» نام گرفته، عامل اجرای این حمله بوده است. به نوشته این روزنامه، این یک بمب ساده نبود و آن بمب مجهز به یک دستگاه کنترل از راه دور بوده و احتمالاً از مواد انفجاری کشنده پینتریت یا آنفو در آن بمب موجود بوده است. مقامات هندی یک فهرست از مظنونان تهیه کردند ولی در این مقاله به آن اشاره نشد.

#### برنامه‌ریزی برای حمله به سفارت امارات
در ۱۵ بهمن ۱۳۹۹، رسانه‌های دولتی اتیوپی خبر دادند که مقامات این کشور ۱۵ نفر را به اتهام طرح‌ریزی برای حمله به سفارت امارات متحده عربی در آدیس آبابا دستگیر کرده‌اند و یک انبار اسلحه و مواد منفجره نیز از آنها کشف شده است. روز ۱۴ بهمنُ رسانه‌های اسرائیل بدون اشاره به کشور اتیوپی، خبر دادند که «توطئه جدید» ایران برای حمله به اماکن دیپلماتیک اسرائیلی، آمریکایی و اماراتی در شرق آفریقا، ماه گذشته کشف و خنثی شده است.
روزنامه نیویورک‌تایمز در ۲۷ بهمن به نقل از مقام‌های آمریکایی و اسرائیلی گزارش داد که وزارت اطلاعات ایران برای انجام این عملیات، «سلول خفته‌ای» را در آدیس آبابا را فعال کرده است. وزارت اطلاعات ایران به این سلول، دستور جمع‌آوری اطلاعات در مورد سفارتخانه‌های ایالات متحده و اسرائیل را داده بود و «عملیات اتیوپی» بخشی از تلاش گسترده‌تر جمهوری اسلامی، برای یافتن «اهداف نرم در کشورهای آفریقایی» است. به گفته این مقامات، هدف ایران از این «عملیات» به احتمال زیاد انتقام‌گیری از کشته شدن محسن فخری‌زاده و قاسم سلیمانی است. دریادار هیدی کی. برگ، مدیر اطلاعات فرماندهی پنتاگون در آفریقا، با انتشار بیانیه‌ای خبر داد که ایران «پشت اقدامات ۱۵ نفر دستگیرشده در اتیوپی است» و نفر شانزدهمی هم که در سوئد دستگیر شده و «احمد اسماعیل» نام دارد «طراح این توطئه» بوده است. احمد اسماعیل، سرکرده این تیم دستگیرشده، «با همکاری دوستانه سرویس‌های اطلاعاتی آفریقایی، آسیایی و اروپایی» در سوئد بازداشت شد.

#### حمله به کشتی اسرائیلی
در ۸ اسفند ۱۳۹۹، یک کشتی حامل خودرو متعلق به شرکت «هلیوس رِی» اسرائیل که با پرچم باهاما حرکت می‌کرد، در دریای عمان دچار انفجار شد. روز بعد روزنامه کیهان، این انفجار را مربوط به نیروهای نیابتی جمهوری اسلامی در منطقه دانست و حمله به این کشتی را «حرفه‌ای» توصیف کرد. «مقامات رسمی اسرائیل» معتقدند که عامل بروز سانحه جمهوری اسلامی ایران بوده و کشتی متعلق به رامی اونگار، یک دوست نزدیک رئیس موساد است. در ۱۰ اسفند ۱۳۹۹، بنی گانتز، وزیر دفاع اسرائیل گفت که براساس برآوردهای اولیه، ایران مظنون اصلی حمله به یک کشتی باربری اسرائیلی در نزدیکی دریای عمان است و افزود: «باید به تحقیقات خود ادامه دهیم، اما به‌طور قطع می‌توان گفت که ایران در تلاش است تا به زیرساخت‌های اسرائیل صدمه بزند و به شهروندان اسرائیلی آسیب برساند.» در نهایت پس از ۳ روز، کشتی جهت تعمیرات در بندر «راشد» دوبی پهلو گرفت.
بنیامین نتانیاهو، نخست‌وزیر اسرائیل در این باره گفت: «این، کار ایران بود و این امر، واضح است» اما پاسخ نداد که اسرائیل تلافی می‌کند یا خیر. جمهوری اسلامی ایران قویا دخالت در این حادثه را رد کرد.

#### آلودگی عمدی محیط زیست
روز ۱۳ اسفند ۱۳۹۹، گیلا گاملی‌اِل، وزیر محیط زیست اسرائیل، گفت که ایران عامل «ترور زیست‌محیطی» از طریق ایجاد آلودگی نفتی در سواحل اسرائیل بوده و اسرائیل «پی برده» نفتکشی که باعث نشت عظیم نفت در آب‌های دریای مدیترانه در نزدیکی سواحل اسرائیل شد، از ایران حرکت کرده بود.
او گفت که این نفتکش نفت خود را از ایران بار کرد، از خلیج فارس به حرکت درآمد و در شب ۱۳ بهمن ۱۳۹۹، پس از عبور از کانال سوئز با نزدیک شدن به سواحل اسرائیل رادار خود را «خاموش» کرد و در پی ریختن نفت، با رسیدن به نزدیکی سواحل سوریه رادار خود را دوباره روشن کرد. وی گفت که اتفاق صورت گرفته یک بزهکاری دریایی نیست بلکه «یک ترور زیست‌محیطی است» که اسرائیل «شواهد قوی» در مورد ارتباط ایران با آن دارد. ولی شواهدی ارائه نکرد.
او اظهار داشت که نفتکش «اِمِرالد» در مالکیت خصوصی طرف لیبیایی است و با پرچم پاناما حرکت می‌کند.

#### حمله به کشتی سپاه
در ۱۷ فروردین ۱۴۰۰، رسانه‌های اسرائیل گزارش کردند که به یک «کشتی سپاه پاسداران» در دریای سرخ حمله شده و خبرگزاری تسنیم وابسته به سپاه، این موضوع را تأیید کرد و نوشت «کشتی ساویز به دلیل انفجار مین‌های چسبان در بدنه کشتی دچار آسیب شده است». ساعتی بعد نیویورک تایمز به نقل از یک مقام آمریکایی نوشت که در ساعت ۷:۳۰ دقیقه بامداد به وقت محلی، اسرائیل به آمریکا اطلاع می‌دهد که به یک کشتی حمله کرده و اسرائیل «این حمله را اقدامی تلافی جویانه در واکنش به حمله ایران به کشتی‌های اسرائیلی» می‌داند. سعید خطیب زاده، سخنگوی وزارت امور خارجه گفت که «آسیب جزئی» بود.
تسنیم نوشت که کشتی ساویز «در دریای سرخ به‌منظور پشتیبانی از تکاورهای ایرانی که به مأموریت اسکورت شناورهای تجاری اعزام می‌شوند مستقر بوده است.» اما به گفته مؤسسه نیروی دریایی ایالات متحده «ساویز یک کشتی تجسسی نظامی مخفی تحت خدمت سپاه پاسداران است.» روزنامه اسرائیلی هاآرتس گزارش داد که کشتی ساوین «از نوع تجسسی و در خدمت سپاه پاسداران بوده است.».

### جنگ داخلی سوریه (۲۰۱۳–۲۰۲۱)
اسرائیل و سوریه از زمان تأیید اسرائیل جهت کنترل بیشتر مناطق بلندی‌های جولان در جنگ یوم کیپور ۱۹۷۳، در آتش‌بس بودند، اما جنگ داخلی سوریه که از سال ۲۰۱۱ آغاز شد، منجر به چندین مورد مبادله آتش در مرزهای مسالمت آمیز شد. گفته می‌شود در صورت ایجاد خلأ قدرت در سوریه، ارتش اسرائیل خود را برای تهدیدهای احتمالی آماده می‌کند. یک مقام اسرائیلی در ژانویه ۲۰۱۴ به آسوشیتدپرس گفت: «پس از اسد و پس از ایجاد یا تقویت جای پای خود در سوریه، آنها قصد حرکت و تغییر مسیر خود جهت حمله به اسرائیل را دارند.» برخی از کارشناسان می‌گویند اگرچه تجاوز به نیروهای شبه نظامی در مرز اسرائیل اقدامات امنیتی را افزایش می‌دهد، اما این پیشرفت‌ها به احتمال زیادی تغییرات مهمی را در سیاست از بین بردن سیاست اسرائیل در بحران سوریه ایجاد نمی‌کند.
در جنگ داخلی سوریه، به امید تقویت توانایی‌های لجستیکی و پیش‌بینی نیرو در منطقه، تهران قصد دارد مسیری را از پایتخت ایران به دمشق و سواحل مدیترانه پاک کند. دولت اسرائیل متقاعد شده که ایران علاقه‌مند به ایجاد همسایگی سرزمینی از ایران به دریای مدیترانه و انتقال نیروهای نظامی - از جمله شناورهای دریایی، هواپیماهای جنگنده و هزاران نیرو - به پایگاه‌های دائمی در سوریه است و در تلاش است تا «لبنان» سوریه را به‌دست‌آورد و بر آن مسلط شود. ایران با استفاده از شبه نظامیان شیعه (همان‌طور که با حزب‌الله در لبنان انجام داد) قصد انجام این کار را دارد. همان‌طور که آویگدور لیبرمن، وزیر دفاع اسرائیل هشدار داد که «همه کارها برای جلوگیری از وجود یک راهرو شیعه از تهران به دمشق انجام خواهد شد». در سال ۲۰۱۷، اطلاعات اسرائیل یک پایگاه ایرانی در حال احداث را در سوریه را کشف کرد که فقط ۵۰ کیلومتر از مرز اسرائیل فاصله داشت.

#### عملیات پنهانی (۲۰۱۳–۲۰۱۷)
گزارش شده که اسرائیل در چندین موارد بین سال‌های ۲۰۱۳ و ۲۰۱۷ حملاتی را به اهداف حزب‌الله و ایران در داخل خاک سوریه یا لبنان انجام داده یا از آنها پشتیبانی کرده است. یکی از اولین حوادث گزارش شده به‌طور موثق در ۳۰ ژانویه ۲۰۱۳ رخ داد، زمانی که هواپیماهای اسرائیلی به کاروان سوریه حمله کردند که گفته می‌شود در حال انتقال سلاح‌های ایرانی به حزب‌الله بود. اسرائیل از اظهارنظر در مورد حادثه خودداری کرد، موضعی که اعتقاد بر این است که دولت سوریه خود را ملزم به تلافی نمی‌کند.
حوادث بیشتری در ماه مه ۲۰۱۳، دسامبر ۲۰۱۴ و آوریل ۲۰۱۵ گزارش شد. برخی از این گزارش‌ها توسط جمهوری عربی سوریه تأیید شد، در حالی که برخی دیگر رد شدند. اسرائیل به‌طور سیستماتیک از اظهار نظر در مورد هدف قرار دادن اهداف حزب‌الله و حزب بعث سوریه در خاک سوریه خودداری کرد. در سال ۲۰۱۵، شبه نظامیان مظنون حزب‌الله در پاسخ به حمله هوایی اسرائیل به جولان سوریه که منجر به کشته شدن عوامل ارشد حزب‌الله و سپاه شد، حمله تلافی جویانه ای به نیروهای اسرائیلی در مزارع شبا آغاز کردند. در مارس ۲۰۱۷، سوریه موشک‌های ضدهوایی را به سمت قسمت تحت کنترل اسرائیل از بلندی‌های جولان پرتاب کرد، که ادعا می‌شود هواپیماهای اسرائیلی را هدف قرار می‌دهد، سوریه ادعا می‌کند که در حال حمله به اهداف در پالمیرا در سوریه هستند. پس از این حادثه، دولت اسرائیل اظهار داشت هدف حملات سمت نیروهای ضد اسرائیلی، به ویژه حزب‌الله واقع در لبنان است. اسرائیل ادعای سوریه مبنی بر سرنگونی یک جنگنده جت و آسیب دیدن جنگنده دیگر را انکار کرد. اسرائیل گزارش نکرد که خلبانان یا هواپیماها در سوریه یا دیگر مناطق در پی این حادثه مفقود شده‌اند. به گفته برخی منابع، این حادثه اولین باری بود که مقامات اسرائیلی حمله به کاروان حزب‌الله در طول جنگ داخلی سوریه را به روشنی تأیید کردند. از سپتامبر ۲۰۱۷، این تنها زمان صدور چنین تأییدی بود.

#### اعلام مستقیم (۲۰۱۷–۲۰۱۸)
از ژانویه ۲۰۱۷، نیروی هوایی اسرائیل حملات هوایی تقریباً روزانه را علیه اهداف ایرانی در سوریه آغاز کرد و فقط در سال ۲۰۱۸ حدود ۲۰۰۰ بمب را پرتاب کرد. برخی از اهداف ایرانی نیز توسط موشک سطح‌به‌سطح اسرائیلی یا در حملات نیروهای ویژه اسرائیلی مورد حمله قرار گرفتند. به گفته رئیس سابق ستاد ارتش اسرائیل گادی ایزنکوت، تصمیم برای حمله به پایگاه‌های ایران در سوریه پس از تغییر استراتژی ایران در سال ۲۰۱۶ صورت گرفت. در ۲۰۱۶ مداخله نظامی تحت رهبری آمریکا علیه داعش به پایان رسید و ایران برای بهره‌برداری از خلأ قدرت برای ایجاد سلطه در سوریه، ایجاد پایگاه‌ها و آوردن جنگجویان شیعه خارجی برنامه‌ریزی کرده بود. اگرچه دامنه کامل این کارزار تا سال ۲۰۱۹ فاش نشده بود، اما در اوایل دسامبر ۲۰۱۷ نیروی هوایی اسرائیل تأیید کرد که در طول بیش از شش سال درگیری در سوریه، تقریباً ۱۰۰ بار به کاروان‌های تسلیحاتی در سوریه و حزب‌الله لبنان حمله کرده است. در ژانویه ۲۰۱۹، رئیس ستاد مستعفی اسرائیلی گادی ایزنکوت ادعا کرد که تا آن زمان، فقط چند ده نفر از پرسنل نظامی ایران در این حملات کشته شده‌اند، زیرا اسرائیل مراقبت کرده بود که فقط زیرساخت‌های ایران را هدف قرار دهد ولی پرسنل را نزند یا از کشتن آنان دوری کند، چون ایران هر بهانه ای جهت حمله دوباره به دست می‌آورد.

#### سوریه، عراق و لبنان (۲۰۱۹–۲۰۲۱)
در ژوئیه سال ۲۰۱۹، گزارش شد که اسرائیل حملات خود را علیه حملات موشکی ایران به عراق گسترش داده است، گفته می‌شود هواپیماهای جنگنده F-35 اسرائیلی دو بار به اهداف ایران در عراق حمله کرده است. گفته می‌شود حملات هوایی اسرائیل شبه نظامیان مورد حمایت ایران در عراق را طی سال ۲۰۱۹ هدف قرار داده است.
در ۱۶ سپتامبر ۲۰۱۹، با حملات هوایی، سه موقعیت سپاه پاسداران ایران و شبه نظامیان متحد عراقی را هدف قرار داد، حداقل ۱۰ شبه نظامی طرفدار ایران در آلبو کمال سوریه کشته شدند. گفته می‌شود این حملات به عهده اسرائیل بوده است.مطابق با زمان، افزایش تنش ایران و اسرائیل با بحث در مورد ایجاد روابط احتمالی میان ایران و آمریکا همزمان می‌شود.
بر اساس گزارش رسانه‌های لبنانی، هواپیماها یا هواپیماهای بدون سرنشین اسرائیلی یکشنبه شب، ۲۶ اوت ۲۰۱۹ به موقعیت جبهه خلق برای آزادی فلسطین در قوسایا واقع در دره بقاع لبنان، نزدیک به مرز با سوریه حمله کردند. این حمله یک روز پس از انفجار دو هواپیمای بدون سرنشین در بیروت، پایتخت لبنان صورت گرفت.
به گفته یک مقام از موضع فلسطین در این شهر، سه حمله هوایی به موقعیت نظامی PFLP-GC در کوازایا در اوایل صبح ۲۶ اوت ۲۰۱۹ رسید که فقط خسارت مادی به بار آورد.
در نیمه اول سال ۲۰۲۰، اسرائیل به هدف قرار دادن انبارهای سلاح‌های ایرانی در سوریه ادامه داد.
در ۲۷ ژوئیه سال ۲۰۲۰، در جریان «حادثه امنیتی» در مرز بلندی‌های جولان تحت اشغال اسرائیل و لبنان، انفجارها و تبادل آتش شنیده شد. این حادثه شامل سربازان اسرائیلی و چهار مبارز حزب‌الله بود که گفته می‌شد از مرز عبور کرده‌اند و چند روز پس از کشته شدن یکی از اعضای حزب‌الله توسط حملات هوایی اسرائیل در سوریه و سقوط یک هواپیمای بدون سرنشین اسرائیلی در لبنان رخ داد. نیروهای دفاعی اسرائیل گفتند که هیچ نیروی اسرائیلی کشته نشده و چهار مبارز حزب‌الله پس از شلیک به لبنان فرار کرده‌اند. با این حال، حزب‌الله طی بیانیه ای حمله نیروهایشان به ارتش اسرائیل را انکار کرد و گفت که جنگجویان آنها از مرز عبور نکرده‌اند. حزب‌الله گفت که ابتدا اسرائیل آتش گشود. دو انفجار در لبنان شنیده شد. یک گلوله اسرائیلی در یک خانه غیرنظامیان عبور کرد اما هیچ‌کس آسیب ندید.
در ژانویه ۲۰۲۱، دیده‌بان حقوق بشر سوریه، خبر داد که در حمله هوایی اسرائیل به یک انبار مهمات، ۹ سرباز سوری و ۳۱ تن از نیروهای خارجی متحد حکومت بشار اسد (نیروهای سپاه پاسداران، لشکر فاطمیون و حزب‌الله لبنان) کشته شده‌اند. در این حمله اسرائیل ۱۸ بار اهداف را بمباران کرد و این یکی از مرگ بارترین حملات از ژوئن ۲۰۱۸ بوده است.
در ۴ فوریه ۲۰۲۱، جنگنده‌های اسرائیلی در آخرین ساعات ۱۵ بهمن ۱۳۹۹، به اهدافی در جنوب سوریه حمله کردند. سایت خبری اسرائیلی وای.نت نوشت که حملات اسرائیلی پس از آن بوده که دو فروند هواپیمای باربری ایرانی روز چهارشنبه محموله‌هایی را در دمشق فرود آورد و سپس به سوی تهران بازگشتند. گزارشی از کشته شدن افراد منتشر نشد و رسانه‌های دولتی سوریه گفتند که حملات اسرائیل صرفاً آسیب مالی وارد کرده است.
در ۱۴ فوریه ۲۰۲۱، خبرگزاری رویترز، گزارش داد که اسرائیل به اهدافی در حومه دمشق، پایتخت سوریه، حمله هوایی کرده ولی پدافند هوایی ارتش سوریه بیشتر موشک‌ها را نابود کرد. به گفته ارتش سوریه، موشک‌ها از بلندی‌های جولان شلیک شده است. رویترز گزارش داد که موشک‌ها قصد برخورد به مقر یک لشکر ارتش سوریه واقع در ۱۴ کیلومتری دمشق را داشتند. در این موقعیت، شبه نظامیان مورد حمایت جمهوری اسلامی ایران به شدت حضور دارند.
در ۱ مارس ۲۰۲۱، ارتش سوریه اعلام کرد که اسرائیل نقاطی را در حومه جنوبی دمشق هدف حملات راکتی خود قرار داده است. این حمله از بلندی‌های جولان انجام شده و پدافند هوایی سوریه توانست اغلب موشک‌های شلیک شده را رهگیری کند و مورد هدف قرار دهد. جروزالم پست گمانه‌زنی کرد که این حمله واکنشی به سانحه انفجار کشتی اسرائیلی در دریای عمان باشد.

### ۲۰۲۳–۲۰۲۴

#### عملیات حماس طوفان الاقصی
در ۷ اکتبر ۲۰۲۳، حماس، یکی از جنگندگان نیابتی ایران، و چند گروه شبه نظامی ملی‌گرای فلسطینی دیگر، حملات مسلحانه هماهنگ‌شده‌ای را از نوار غزه به غلاف غزه در جنوب اسرائیل آغاز کردند که اولین تهاجم به خاک اسرائیل از زمان جنگ اعراب و اسرائیل در سال ۱۹۴۸ بود. حماس و دیگر گروه‌های مسلح فلسطینی این حملات را عملیات طوفان الاقصی (یا سیل الاقصی؛ عربی: عملیة طوفان الأقصی) نامیدند. حدود ۳۰۰۰ ستیزه‌جویان حماس با شکستن دیوار غزه-اسرائیل، به پایگاه‌های نظامی حمله کردند و غیرنظامیان را در ۲۱ منطقه از جمله بعری، کفارعزه، نیر اوز، نتیوحاسارا و الومیم قتل‌عام کردند. ۳۶۴ غیرنظامی هنگام شرکت در جشنواره موسیقی نوا کشته و تعداد زیادی زخمی شدند. مهاجمان در مجموع ۱۱۳۹ نفر را کشتند: ۶۹۵ غیرنظامی اسرائیلی (از جمله ۳۸ کودک)، ۷۱ شهروند خارجی، و ۳۷۳ عضو نیروهای امنیتی. حدود ۲۵۰ غیرنظامی و سرباز اسرائیلی از جمله ۳۰ کودک به عنوان گروگان به نوار غزه برده شدند.
حماس اعلام کرد که نظام جمهوری اسلامی در ایران حامی حملات فلسطینیان بوده، جمهوری اسلامی نیز بیان داشت که حامی عملیات طوفان الاقصی است.

#### پیوستن نیابت‌های دیگر به جنگ علیه اسرائیل

##### حزب‌الله
یک روز پس از حمله ۷ اکتبر حماس به اسرائیل، سازمان نظامی حزب‌الله مورد حمایت ایران در حمایت از حماس با شلیک به مواضع اسرائیلی وارد درگیری شد. از آن زمان، حزب‌الله و اسرائیل درگیر تبادلات نظامی مرزی شده‌اند که خسارات قابل توجهی به ساختمان‌ها و زمین‌ها در امتداد مرز وارد کرده است. طبق گزارش سازمان ملل متحد، بیش از ۹۰٬۰۰۰ نفر در لبنان مجبور به ترک خانه‌های خود شده‌اند، در حالی که در اسرائیل، ۶۰٬۰۰۰ غیرنظامی تخلیه شده‌اند. اسرائیل و حزب‌الله حمله‌های خود را در سطحی حفظ کرده‌اند که آسیب قابل توجهی وارد می‌کند، بدون اینکه به یک جنگ تمام عیار تبدیل شود.
در سپتامبر ۲۰۲۴ کابینه امنیتی اسرائیل یک هدف جنگی جدید تعیین کرد: بازگشت ایمن ساکنان آواره به شمال. برای ترویج این هدف هزاران پیجر دستی و صدها واکی تاکی که برای استفاده حزب‌الله لبنان در نظر گرفته شده بود، به‌طور همزمان در سراسر لبنان و سوریه در حمله اسرائیل منفجر شدند. در این حمله، حداقل ۴۲ نفر از جمله حداقل ۱۲ غیرنظامی کشته و بیش از ۳۰۰۰ نفر زخمی شدند. این حادثه، به عنوان بزرگ‌ترین نقض امنیتی حزب‌الله، از زمان آغاز درگیری اسرائیل و حزب‌الله در اکتبر ۲۰۲۳، توصیف شد. در ۲۳ سپتامبر، اسرائیل یک کمپین بمباران هوایی را در سراسر لبنان آغاز کرد که شامل ترور فرماندهان ارشد حزب‌الله و همچنین آسیب به انبارهای مهمات حزب‌الله بود. اسرائیل اعلام کرد که حملاتش تا زمانی که شهروندانش بتوانند با امنیت به شمال بازگردند، ادامه خواهد داشت. در ۲۷ سپتامبر، نیروی هوایی اسرائیل مقر اصلی حزب‌الله در بیروت را بمباران و نابود کرد که منجر به کشته شدن حسن نصرالله، رهبر حزب‌الله شد. در اول اکتبر، ارتش اسرائیل تهاجم به جنوب لبنان را آغاز کرد و اعلام نمود که اسرائیل برای ماه‌ها عملیات‌های مخفیانه کوچکی را در لبنان انجام می‌داده است. از آن زمان، اسرائیل گستره عملیات خود را مبهم نگه داشته است.

##### جنبش حوثی‌ها
همزمان با حزب‌الله جنبش حوثی در یمن به اعمال فشار نظامی علیه اسرائیل پیوسته است. از کتبر ۲۰۲۳ این جنبش چندین بار موشک‌های بالستیک و پهپادها را به سمت اسرائیل شلیک کرد با هدف ضربه زدن به اهداف نظامی و غیرنظامی، که اکثریت قریب به اتفاق آنها که تهدید به آسیب رساندن به جان انسان‌ها می‌کردند، توسط اسرائیل رهگیری شدند. حوثی‌ها در ۱۹ ژوئیه ۲۰۲۴، با هواپیمای بدون سرنشین، به یک ساختمان آپارتمانی در تل‌آویو حمله کردند. در این حمله پهپادی، یک نفر در ساختمان مسکونی خودش کشته و ۱۰ نفر دیگر زخمی شدند. در پاسخ به این حمله، در ۲۰ ژوئیه ۲۰۲۴ ارتش اسرائیل به بندر حدیده در یمن حمله کرد. این حمله به یک نیروگاه برق، یک پالایشگاه نفت، تأسیسات ذخیره سوخت متعلق به شرکت نفت یمن (YPC) و جرثقیل‌های بندری خسارت وارد کرد.

##### میلیشیاهای مسلح عراقی
میلیشیاهای مسلح عراقی که با حمایت ایران فعالیت می‌کنند نیز چندین بار با موشک‌های دوربرد و پهپاد به اسرائیل حمله کرده‌اند. مثلاً در ۲۵ آگوست، مقاومت اسلامی عراق اعلام کرد که یک پهپاد به حیفا شلیک کرد.

#### مواجهه مستقیم اسرائیل و ایران
در آوریل ۲۰۲۴، درگیری نظامی بین ایران و اسرائیل از مرحله درگیری از طریق نیروهای نیابتی مختلف ایران فراتر رفت و به درگیری مستقیم بین دو کشور تبدیل شد. در ۱۳ آوریل ۲۰۲۴ (۲۵ فروردین ۱۴۰۳)، ایران یک حمله موشکی و پهپادی به اسرائیل انجام داد. این حمله از بیش از ۲۰۰ موشک و پهپاد تشکیل شده بود و به ادعای ایرنا شامل موشک‌های بالستیک بود. سی‌ان‌ان و رویترز هردو گزارش دادند که بیش از ۳۰۰ پرتابه به سمت اسرائیل پرتاب شده است. اسرائیل از سیستم‌های پیکان ۳ و فلاخن داوود برای سرنگونی سلاح‌های وارده استفاده کرد، و سیستم‌های هدایت الکترونیکی را برای مختل کردن ناوبری موشک مختل کرد. بسیاری از پهپادها هنگام پرواز بر فراز سوریه سرنگون شدند. اسرائیل گفت که ۹۹٪ از سلاح‌ها را با موفقیت رهگیری کرده است.
شش روز پس از این حمله در ۱۹ آوریل ۲۰۲۴، ساعت ۵:۲۳ بامداد (ساعت رسمی ایران)، نیروی هوایی اسرائیل تأسیسات دفاع هوایی درون ایران را هدف حملهٔ هوایی قرار داد. رسانه‌های ایران از انفجارهای جزئی در نزدیکی اصفهان خبر دادند که در آن‌جا تأسیسات هسته‌ای، مرکز ساخت پهپاد و پایگاه هوایی بزرگی قرار دارد. بر پایهٔ تجزیه و تحلیل تصاویر ماهواره‌ای، در این حمله به بخشی از سامانه دفاع هوایی «اس-۳۰۰» پایگاه هوایی هشتم شکاری اصفهان آسیب وارد شده است.
به گفته یک مقام ارشد آمریکایی که با ای‌بی‌سی نیوز صحبت می‌کرد، هواپیماهای اسرائیلی که خارج از مرزهای ایران فعالیت می‌کردند، سه موشک پرتاب کردند که یک سایت رادار پدافند هوایی حفاظت از تأسیسات هسته‌ای نطنز را هدف قرار دادند. این مقام در ادامه اظهار داشت: ارزیابی‌ها حاکی از انهدام موفقیت‌آمیز سایت مورد نظر است. او همچنین گفت که هدف از این حمله، ارسال پیغام به ایران دربارهٔ توانایی‌های اسرائیل بدون تشدید بیشتر تنش‌ها بود.
اسماعیل هنیه، رئیس دفتر سیاسی و یکی از رهبران حماس، در ۱۰ مرداد ۱۴۰۳ (۳۱ ژوئیه ۲۰۲۴)، به همراه محافظ شخصی خود در تهران، پایتخت ایران، ترور شد. ایران اسرائیل را مسئول این ترور دانست و به گفته نیویورک تایمز از یک مقام ایرانی، سید علی خامنه‌ای، دستور حمله مستقیم به اسرائیل را در پاسخ به این ترور صادر کرد. علاوه بر این، با پیشرفت درگیری نظامی بین حزب‌الله و اسرائیل، اسرائیل در ۲۷ سپتامبر ۲۰۲۴ مرکز فرماندهی حزب‌الله در ضاحیه را بمباران کرد. در پی آن، سید حسن نصرالله، دبیرکل وقت حزب‌الله و علی کرکی، فرمانده جبهه جنوبی حزب‌الله همراه با دیگر فرماندهان ارشد کشته شدند. عباس نیلفروشان، معاون فرمانده سپاه پاسداران انقلاب اسلامی و فرمانده نیروی قدس در لبنون هم در این حمله کشته شد. مقامات ایرانی در چندین نوبت ادعا کردند که حمله اسرائیل بدون پاسخ نخواهد ماند.
در ۱۰ مهر (۱ اکتبر) حدود ۲۰۰ موشک از ایران، به سمت اسرائیل شلیک شدند که در ساعت ۱۹:۴۵ به این سرزمین رسیدند. این موشک‌ها با استفاده از جنگ‌افزارهای هایپرسونیک نظیر سامانه تسلیحاتی فتاح در دست کم دو موج، شلیک شدند. به گفته یک مقام عالی‌رتبه ایرانی، فرمان پرتاب موشک‌ها به اسرائیل از طرف سید علی خامنه‌ای رهبر جمهوری اسلامی ایران، که در مکانی امن ماند صادر شد. نیروهای دفاعی اسرائیل، با استفاده از سیستم‌های دفاع هوایی مانند «فلاخن داوود»، و همچنین نیروهای آمریکا، بریتانیا و اردن، اکثریت قریب به اتفاق موشک‌ها و پهپادهایی که ایران به سمت اسرائیل شلیک کرده بود را رهگیری کردند.
در پاسخ به حمله ایران، در ۲۶ اکتبر ۲۰۲۴ (۵ آبان ۱۴۰۳)، اسرائیل سه موج حملهٔ هوایی با نام عملیات روزهای پاسخ (به عبری: מבצע ימי תשובה) به ایران انجام داد. این حملات در طول شب تا سپیده‌دم در چند استان ایران ادامه یافت و موجب خساراتی قابل توجه به چند مرکز حساس نظامی شد.
این حمله شامل بیش از ۱۰۰ هواگرد، ازجمله جنگنده‌های اف-۱۶ فایتینگ فالکن، اف-۱۵ ایگل و اف-۳۵ لایتنینگ ۲، و طی کردن ۲٫۰۰۰ کیلومتر (۱۲۰۰ مایل) با استفاده از موشک‌های بالستیک هواپایه بود. گزارش شده است که حمله‌ای پیش از آن به سوریه، خطوط دفاعی راداری آن کشور را هدف قرار داده است. اسرائیل مدعی است که برخی از جنگنده‌ها وارد حریم هوایی ایران شدند.
یک خبرگزاری ایرانی وابسته به سپاه پاسداران انقلاب اسلامی گزارش داد که تأسیسات نظامی در غرب و جنوب غرب تهران و همچنین پایگاه‌هایی در استان‌های ایلام و خوزستان مورد حمله قرار گرفتند. چهار تن از کادر ارتش ایران و یک نگهبان کشته شدند. بخش بزرگی از شبکه پدافند هوایی ایران، ازجمله تقریباً تمام سامانه‌های اس-۳۰۰، منهدم شدند و راه برای حملات هوایی احتمالی اسرائیل در آینده هموار شده است. علاوه بر این، در جریان این حمله، تأسیسات سری در پارچین که ایران در آن تحقیقات تسلیحات هسته‌ای را انجام می‌داد، تخریب شد. حمله به این تأسیسات به‌طور قابل توجهی به تلاش‌های ایران برای پیشرفت در این زمینه آسیب زد و همچنین مقاصد واقعی این کشور را که مغایر با اظهاراتش مبنی بر عدم تمایل به دستیابی به سلاح هسته‌ای بود، آشکار کرد.
به گزارش اکونومیست، حملات اسرائیل در اکتبر ۲۰۲۴ «شکست دکترین امنیت ملی ایران» را نشان داد که برای دهه‌ها توسط رهبر فعلی خامنه‌ای دنبال می‌شد. او اکنون در حالی که با نارضایتی داخلی از سیاست خارجی ایدئولوژی‌محور خود مواجه است، با یک نقطه عطف حیاتی در مورد استراتژی‌های جایگزین روبرو است، که شعار اعتراضی مردمی «نه غزه، نه لبنان، جانم فدای ایران» گواه آن است. این مقاله می‌گوید که جانشین خامنه‌ای «تصمیم خواهد گرفت که آیا به جنگ انتخابی که ایران را برای دهه‌ها فقیر کرده و اکنون برای اولین بار از دهه ۱۹۸۰ آن را مورد حمله یک کشور دشمن قرار داده است، ادامه دهد یا خیر.»

## حامیان ایران و جنگندگان نیابتی

### سوریه
ایران و سوریه متحدان استراتژیک نزدیکی هستند و ایران پشتیبانی قابل توجهی از دولت سوریه در جنگ داخلی سوریه می‌کند از جمله پشتیبانی لجستیکی، فنی و مالی و همچنین آموزش و برخی از ارسال نیروهای رزمی. ایران بقای دولت سوریه را برای منافع منطقه ای خود بسیار مهم می‌داند. علی خامنه ای، رهبر جمهوری اسلامی، در سپتامبر ۲۰۱۱ به صراحت اعلام کرد که طرفدار دولت سوریه است. هنگامی که جنگ داخلی سوریه آغاز شد، گزارش‌ها فزاینده ای در مورد حمایت نظامی ایران و آموزش نیروری نظامی ایرانی در سوریه وجود داشت.
سرویس‌های امنیتی و اطلاعاتی ایران برای حفظ قدرت بشار اسد به ارتش سوریه مشاوره و کمک کردند. این کمک‌ها شامل آموزش، پشتیبانی فنی و نیروهای رزمی است. هزاران عامل ایرانی - تا پایان سال ۲۰۱۳ حدود ۱۰ هزار نفر از طرف دولت در جنگ داخلی سوریه شرکت کرده‌اند. این افراد شامل نیروهای منظم و اعضای شبه نظامیان است. در سال ۲۰۱۸، تهران گفت که طی هفت سال گذشته ۲۱۰۰ سرباز ایرانی در سوریه و عراق کشته شده‌اند. ایران همچنین مشارکت شبه نظامیان شیعه را از سراسر منطقه برای جنگ در سوریه، از جمله حزب‌الله لبنان ،لشکر فاطمیون، لشکر زینبیون، جنبش مقاومت اسلامی نجباء، کتائب سید الشهداء، حشد شعبی و کتائب حزب‌الله و سرایا المختار بحرین حمایت و تسهیل کرده است.

### حزب‌الله لبنان
حزب‌الله لبنان با حمایت‌های جمهوری اسلامی ایران به سازمانی دارای کرسی‌هایی در دولت لبنان، رادیو و تلویزیون ماهواره ای (شبکه المنار)، برنامه‌هایی برای تبلیغ جایگاه اجتماعی و استقرار گسترده نظامیان در خارج از مرزهای لبنان تبدیل شد.این سازمان را «دولت پنهان» نامیده‌اند. ائتلاف ۱۴ مارس و ائتلاف ۸ مارس در مقابل حزب‌الله ایستادند. حزب‌الله پشتیبانی قاطعی را در بین جمعیت شیعیان لبنان حفظ کرده است، در حالی که اهل سنت با دستور کار این گروه اختلاف نظر داشته‌اند. پس از پایان اشغال اسرائیل در جنوب لبنان در سال ۲۰۰۰، قدرت نظامی آن رشد چشمگیری یافت، به گونه ای که شاخه شبه نظامی آن قدرتمندتر از ارتش لبنان تلقی می‌شود. حزب‌الله از ایران آموزش نظامی، اسلحه و حمایت مالی دریافت می‌کند و در سوریه از حمایت سیاسی برخوردار است. حزب‌الله همچنین در جنگ ۲۰۰۶ لبنان علیه اسرائیل جنگید.
حزب‌الله یکی از مبارزان اصلی در جنگ داخلی سوریه بوده و به تضمین بقای دولت اسد مورد حمایت ایران کمک کرده است. پشتیبانی فعال و استقرار نیروها از سال ۲۰۱۲ آغاز شد و پس از آن به‌طور مداوم افزایش یافت. حزب‌الله چندین هزار جنگجو در سوریه مستقر کرد و تا سال ۲۰۱۵ تاکنون ۱۵۰۰ جنگنده را در جنگ از دست داد. حزب‌الله همچنین برای جلوگیری از نفوذ شورشیان از سوریه به لبنان بسیار فعال بوده است، زیرا یکی از فعال‌ترین نیروهای درگیر جنگ داخلی سوریه در لبنان است. گفته می‌شود تا مارس ۲۰۱۹، ۶۷۷ مبارز حزب‌الله لبنان در سوریه کشته شده‌اند.

### حماس (۲۰۰۵–۲۰۱۱)
بین سالهای ۲۰۰۵ و ۲۰۱۱، ایران یکی از تأمین کنندگان و تأمین کنندگان اصلی حماس بود. اسرائیل تخمین می‌زند که تیپ‌های حماس دارای چند صد عضو هستند که آموزش نظامی دیده‌اند، از جمله آموزش در ایران و سوریه (قبل از جنگ داخلی سوریه). در سال ۲۰۱۱، پس از آغاز جنگ داخلی سوریه، حماس از دولت سوریه فاصله گرفت و اعضای آن شروع به ترک سوریه کردند. از سال ۲۰۱۲، حماس به دلیل حمایت حماس از اخوان‌المسلمین در سوریه، دیگر از ایران پشتیبانی نمی‌کند. سخنران حماس طی یک سخنرانی در سال ۲۰۱۴ در ۲۷ مین سالگرد تأسیس حماس، از ایران برای کمک در امور مالی و تسلیحاتی تشکر کرد.

### سودان (۲۰۰۵–۲۰۱۵)
در سال ۲۰۰۸، سودان و ایران توافق‌نامه همکاری نظامی امضا کردند. این توافق‌نامه توسط مصطفی محمد نجار وزیر وقت دفاع ایران و عبدالرحیم محمدحسین، همتای سودانی وی امضا شد.
در سال ۲۰۱۱، سودان پس از آغاز جنگ داخلی سوریه همکاری خود را با ایران کاهش داد.
در سال ۲۰۱۵، سودان با شرکت در مداخله نظامی در یمن به رهبری عربستان سعودی به نمایندگی از اتحاد عرب سنی، روابط خود را با ایران به‌طور کامل قطع کرد.

### جهاد اسلامی فلسطین
ایران یکی از حامیان اصلی مالی جهاد اسلامی فلسطین (PIJ) است. در پی فشار اسرائیل و مصر به حماس در اوایل سال ۲۰۱۴، جهاد اسلامی فلسطین شاهد افزایش قدرت خود با حمایت مالی ایران بوده است. اعتقاد بر این است که از سوریه هم حمایت مالی می‌شود.

### مقاومت اسلامی عراق
مقاومت اسلامی عراق (عربی: المقاومة الإسلامیة فی العراق) شبکه‌ای از گروه‌های شورشی اسلام‌گرای شیعه تحت حمایت نظام جمهوری اسلامی ایران در عراق است.
در ۱۸ اکتبر ۲۰۲۳، در بحبوحه جنگ اسرائیل و حماس، مقاومت اسلامی عراق، امواجی از حملات را به پایگاه‌های آمریکا در عراق و سوریه آغاز کرد که با حمله پهپادی به پایگاه هوایی عین الاسد آغاز شده و رهگیری شد. بعداً مستقیماً به اسرائیل نیز حمله کردند.

## حامیان اسرائیل و جنگندگان نیابتی

### ایالات متحده آمریکا
نزدیکترین متحد نظامی اسرائیل، ایالات متحده آمریکا است که از سال ۱۹۶۷، پشتیبانی همه‌جانبه و تمام‌عیار از اسرائیل دارد.

### عربستان سعودی
در حالی که ایران اصلی‌ترین قدرت تحت رهبری مسلمانان شیعه در جهان است، عربستان سعودی خود را به عنوان قدرت اصلی مسلمان سنی می‌داند. این درگیری‌ها که جنگ سرد هم نامیده می‌شود، جنگ نیابتی ایران و عربستان در چندین سطح بر سر نفوذ ژئوپلیتیک، اقتصادی و فرقه ای جهت دستیابی به سلطه منطقه‌ای است، این درگیری از سال ۱۹۷۹ (۱۳۵۷) تاکنون یکی از ویژگی‌های اصلی غرب آسیا است. حمایت آمریکا از عربستان سعودی و متحدانش و همچنین حمایت روسیه و چین از ایران و متحدانش، با دوران جنگ سرد مقایسه می‌شود و برخی به آن «جنگ سرد جدید» لقب داده‌اند. این رقابت امروز در درجه اول یک مبارزه سیاسی و اقتصادی است که با اختلافات مذهبی تشدید می‌شود و فرقه گرایی به عنوان بخشی از درگیری، توسط هر دو کشور برای اهداف ژئوپلیتیک مورد سوءاستفاده قرار می‌گیرد.
اسرائیل و عربستان سعودی هیچ‌گونه روابط رسمی دیپلماتیک ندارند. با این حال، گزارش‌های خبری حاکی از همکاری گسترده دیپلماتیک و اطلاعاتی بین کشورها در پشت صحنه جهت دستیابی به اهدافی علیه ایران در منطقه است.

### سازمان مجاهدین خلق ایران
- مقامات آمریکایی تأیید می‌کنند که سازمان مجاهدین خلق ایران توسط اسرائیل جهت ترور شخصیت‌های هسته‌ای ایران تأمین مالی، آموزش و مسلح شده است.[۳۳]
- براساس گزارش مجله نیویورکر، اعضای مجاهدین خلق برای عملیات خود علیه دولت ایران از ایالات متحده و اسرائیل بودجه مالی و آموزش دریافت می‌کنند.[۳۳۱]
- برخی معتقدند به‌طور کلی همسو شدن مجاهدین خلق با اسرائیل به عنوان یک فرصت طلبی تلقی می‌شود، نه به عنوان مشارکت واقعی.[۳۳۲][۳۳۳]

### جندالله
علی خامنه ای اسرائیل را به کمک به جندالله در انجام حملات به ایران متهم کرده است.

## نقش روسیه

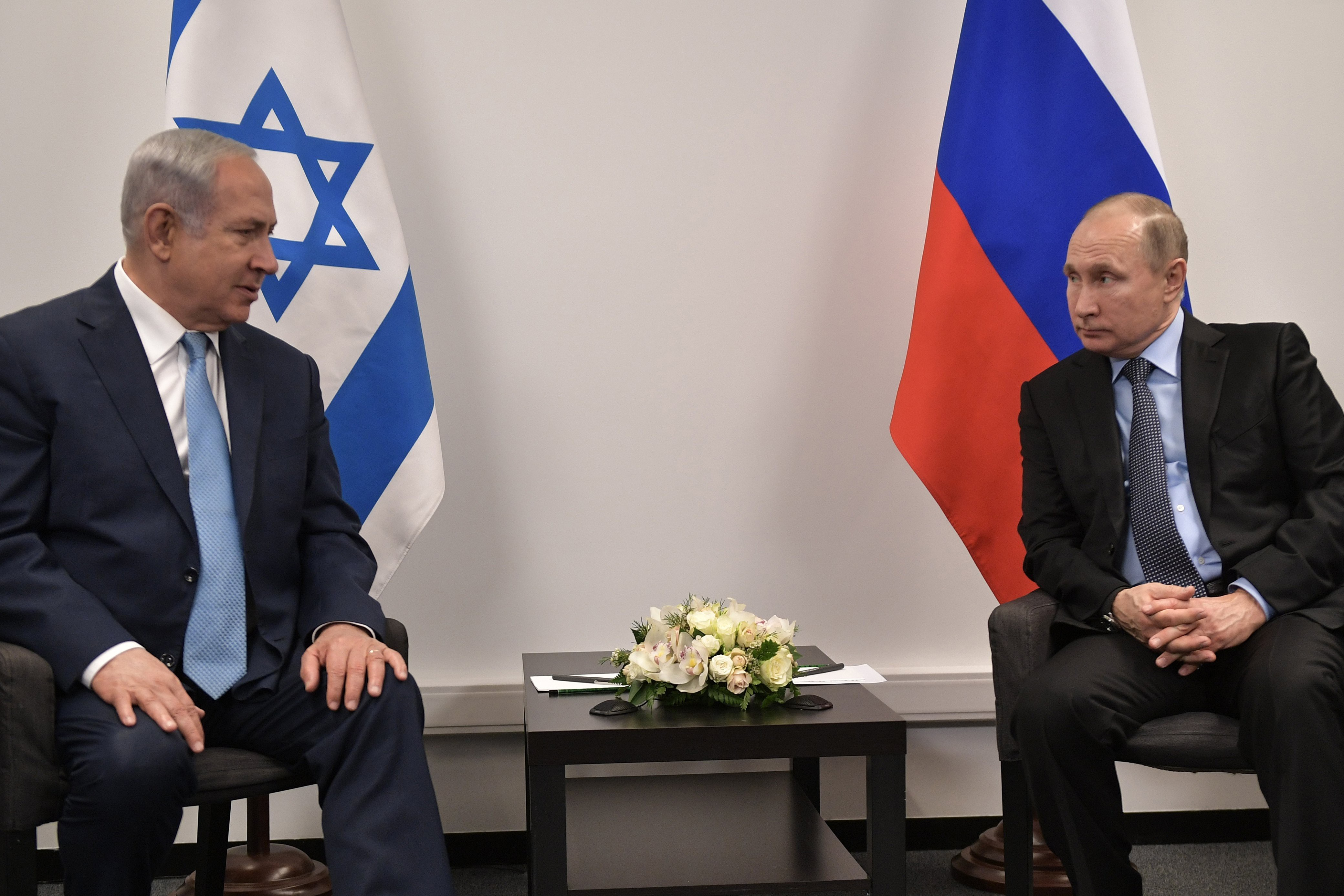
بنیامین نتانیاهو نخست‌وزیر اسرائیل و ولادیمیر پوتین رئیس‌جمهور روسیه در سال ۲۰۱۸

سیاست خارجی روسیه در خاورمیانه در اوایل دهه ۲۰۰۰، با توجه به درگیری‌های نیابتی ایران و اسرائیل تغییر کرد و پس از سال ۲۰۰۱ دولت ولادیمیر پوتین با حمایت از برنامه‌های هسته ای ایران و بخشش ۷۳ درصد از بدهی ۱۳ میلیارد دلاری سوریه، درگیری روسیه در منطقه را تشدید کرد.

میخائیل مارگلوف، رئیس شورای روابط خارجی فدراسیون روسیه، در مقاله خود در ۱۰ سپتامبر ۲۰۰۴ به اسم «افق‌های خاورمیانه در سیاست خارجی روسیه: روسیه به یکی از مناطق کلیدی جهان بازمی‌گردد»، نوشت:
رئیس‌جمهور پوتین خواستار تجدید تماس با کشورهایی شد که روسیه با آنها روابط دوستانه طولانی مدت داشت و بسیاری از منابع مادی و معنوی را سرمایه‌گذاری کرده است. کشورهای عربی قسمت عمده ای از این کشورها را تشکیل می‌دهند. … به‌طور کلی، مواضع روسیه و اکثر کشورهای عربی در مورد موضوعات کلیدی، توسعه اوضاع سیاسی منطقه است.
بر اساس مقاله آریل کوهن (مؤسسه امور معاصر) در مارس ۲۰۰۷ به اسم «سیاست جدید خاورمیانه روسیه: بازگشت به بیسمارک؟»:
سوریه … حزب‌الله را با سلاح روسی تأمین می‌کرد. در سال ۲۰۰۶، نیروهای اسرائیلی شواهدی از سیستم‌های ضد تانک Kornet-E و Metis-M ساخت روسیه را در اختیار حزب‌الله در جنوب لبنان یافتند. روسیه در پاسخ به اتهام «تأمین سلاح برای گروه‌های تروریستی» در فوریه ۲۰۰۷ اعلام کرد که ارتش روسیه با هدف جلوگیری از رسیدن سلاح اتمی به مشتریان ناخواسته، بازرسی از مراکز ذخیره‌سازی سلاح سوریه را انجام خواهد داد. به‌طور قابل پیش‌بینی، چنین تحولاتی فشار قابل توجهی را بر روابط رو به وخیم روسیه و اسرائیل که قبل تر هم به زوال بود، تحمیل کرد.

روسیه برای چندین سال تلاش کرد تا با اسرائیل و سوریه همکاری نظامی داشته باشد. با این حال، سطح همکاری با دو کشور رابطه عکس دارد و افزایش فروش سلاح به سوریه فقط می‌تواند به روابط با اسرائیل آسیب برساند. همکاری‌های نظامی روسیه و سوریه مراحل متعددی را پشت سر گذاشته است: سطح بالایی از همکاری‌ها در دوران اتحاد جماهیر شوروی، که تقریباً تا سال ۲۰۰۵ متوقف شده بود، و اکنون روسیه در تلاش برای ایجاد تعادل در روابط خود با اسرائیل و سوریه است. با این حال، گرایش‌های اخیر روسیه به سمت شرق ممکن است نشان دهد که مسکو آماده ورود به مرحله جدیدی جهت همکاری نظامی با سوریه است، حتی اگر این به ضرر روابط آن با اسرائیل باشد.
روابط اسرائیل-روسیه پس از مداخله نظامی روسیه در سوریه در سپتامبر ۲۰۱۵ بهبود یافت. از آن زمان تا ژوئیه ۲۰۱۸، نخست‌وزیر اسرائیل بنیامین نتانیاهو و ولادیمر پوتین در مجموع ۹ بار دیدار کردند. قبل و بلافاصله پس از انتخابات ۲۰۱۶ ریاست‌جمهوری ایالات متحده آمریکا، اسرائیل شروع به لابی کردن ایالات متحده برای منع توافق با روسیه جهت محدود کردن «حضور نظامی ایران در سوریه» در ازای حذف تحریم‌های ایالات متحده علیه روسیه کرد.
در سال ۲۰۱۹، روسیه درخواست ایران برای خرید سیستم دفاع موشکی S-400 را رد کرد. روسلان پوخوف، رئیس مرکز تجزیه و تحلیل استراتژی‌ها و فناوری‌ها در مسکو گفت: «اگر روسیه تصمیم بگیرد S-400 را در اختیار ایران قرار دهد، این یک چالش مستقیم برای عربستان و اسرائیل خواهد بود، بنابراین این اقدام علیه منافع ملی روسیه بدل خواهد گشت».